# Julian Pearce
Julian Brian Pearce (* 15. April 1937 in Jabalpur) ist ein ehemaliger australischer Hockeyspieler. Er gewann mit der australischen Nationalmannschaft eine olympische Bronzemedaille 1964 und eine olympische Silbermedaille 1968.

## Sportliche Karriere
Als Indien 1947 selbstständig wurde, zogen viele englischstämmige Familien aus Indien fort. Die Familie Pearce zog nach Western Australia. Von den fünf Söhnen hatten die vier älteren das Hockeyspiel in Indien gelernt, nur Julian als Jüngster lernte das Spiel erst in Australien. Cec, Mel, Eric und Gordon und Julian spielten alle international für Australien und bis auf Cec, den ältesten, traten alle bei Olympischen Spielen an.
Während seine Brüder im Sturm spielten, wuchs Julian Pearce zu einem der besten Verteidiger seiner Zeit heran. Bei den Olympischen Spielen 1960 in Rom belegten die Australier in der Vorrunde den zweiten Platz hinter der Mannschaft Pakistans. Im Viertelfinale unterlagen die Australier der indischen Mannschaft nach Verlängerung, am Ende belegten die Australier den sechsten Platz.
Bei den Olympischen Spielen 1964 in Tokio gewannen die Australier in der Vorrunde vier Spiele und unterlagen den Mannschaften aus Kenia und Pakistan. Als Gruppenzweite trafen sie im Halbfinale auf den Gruppensieger der anderen Vorrundengruppe und verloren mit 1:3 gegen die indische Mannschaft. Im Spiel um Bronze bezwangen die Australier die Spanier mit 3:2.
Vier Jahre später wurden die Australier auch bei den Olympischen Spielen 1968 in Mexiko-Stadt in der Vorrunde Zweite hinter Pakistan. Wieder trafen sie im Halbfinale auf die indische Mannschaft, die Australier siegten mit 2:1 nach Verlängerung. Im Finale unterlagen die Australier mit 1:2 gegen Pakistan.
Julian Pearce wurde 1999 zum Mitglied der Sport Australia Hall of Fame ernannt.